# 景星路
景星路是中華人民共和國上海市楊浦區一條西北-東南走向道路，西北起自惠民路，東南至平凉路，全長449米，道路修建於1904年，道路最初名為近勝路，後更名為景星路，路名來自於黑龍江省齊齊哈爾市龍江縣景星鎮。